# Walter Starkie
Walter Fitzwilliam Starkie (Ballybrack, 9 août 1894 – Madrid, 2 novembre 1976) est un universitaire hispaniste, écrivain et musicien irlandais. Sa réputation repose principalement sur ses écrits de voyage : Raggle-Taggle (1933) — traduction française : Les racleurs de vent (1995) — Spanish Raggle-Taggle (1934) et Don Gypsy (1936) et ses écrits musicologiques sur la musique espagnole.
Il est connu comme traducteur vers l'anglais de la littérature espagnole et comme une autorité de premier plan sur le peuple rom (Tsiganes). Il parlait couramment la langue romani.

## Biographie
Walter Starkie naît à Ballybrack, Killiney, comté de Dublin, il est le fils aîné de William Joseph Myles Starkie (1860–1920) et de May Caroline Walsh. Son père est un universitaire grec réputé, traducteur d'Aristophane et dernier commissaire résident de l'éducation nationale pour l'Irlande au Royaume-Uni (1899–1920). Sa tante, Edyth Starkie, est une artiste peintre reconnue, mariée à Arthur Rackham ; son parrain, John Pentland Mahaffy, est le tuteur d'Oscar Wilde. Sa sœur Enid est la biographe d'Arthur Rimbaud et conduit des études sur Baudelaire. Starkie grandit entouré d'écrivains, d'artistes et d'académiciens.
Il effectue ses études à la Shrewsbury School et au Trinity College, de Dublin, où il obtient son diplôme en 1920, remportant des honneurs de première classe en littératures classiques, en histoire et en sciences politiques. Après qu'il a remporté le premier prix de violon à la Royal Irish Academy of Music en 1913, son père, désirant une carrière plus traditionnelle pour son fils, refuse de le faire auditionner auprès d'Henry Wood, alors chef de l'Orchestre symphonique de Londres. Son professeur de violon est le célèbre virtuose et compositeur italien, Achille Simonetti, ce dernier ayant reçu l'enseignement de Camillo Sivori, le seul élève de Niccolò Paganini.
Il est nommé premier professeur d'espagnol au Trinity College en 1926. Ce poste couvrait à la fois l'espagnol et l'italien (une chaire de langues vivantes, créée dès 1776, couvrant également l'italien et l'espagnol). Samuel Beckett est l'un de ses élèves à Trinity,,.
Souffrant d'asthme chronique toute sa vie, Walter Starkie est envoyé dans le climat chaud d'Italie durant la Première Guerre mondiale, où il rejoint la Young Men's Christian Association (YMCA) pour divertir les troupes britanniques. Après l'armistice de novembre 1918 à Montebello Vicentino, il se lie d'amitié avec cinq prisonniers de guerre gitans hongrois et les aide à acquérir du bois pour construire des violons de fortune. Pour l'un d'entre eux, Farkas, devenu un frère de sang, il jure qu'il visiterait un jour Farkas en Hongrie et se mêlerait à la tribu des gitans. Ce serment le hante plus tard et affecte notablement le cours de sa vie. En tournée dans le nord de l'Italie, il rencontre Italia Augusta Porchietti, une infirmière de la Croix-Rouge italienne et chanteuse d'opéra amateur qui se produisait pour des patients et des soldats blessés dans un hôpital de Gênes. Ils se marient le 10 août 1921 et ont un fils, Landi William et une fille, Alma Delfina.

## Théâtre de l'abbaye
Après la publication de son livre sur Luigi Pirandello, Walter Starkie est nommé directeur du Abbey Theatre en 1927, à l'invitation du dramaturge William Butler Yeats,. Les récentes productions ayant suscité de nombreuses controverses, l’un de ses rôles consiste à faire office d’arbitre parmi les factions. En 1928, alors que Starkie se trouve en Italie avec Yeats, Lady Gregory et Lennox Robinson, les deux autres membres du conseil d’administration, rejettent la quatrième pièce de l'écrivain Seán O'Casey, The Silver Tassie (La Coupe d'argent), une lamentation sur la Première Guerre mondiale. À son retour à Dublin, il exprime son désaccord avec les autres membres du conseil, en déclarant : « cette pièce a été écrite dans le but de montrer la brutalité inutile de la guerre et le public devrait pouvoir en juger par lui-même. O'Casey cherche un nouveau genre de drame et l’Abbaye devrait produire la pièce ». À la lumière de ses succès précédents au Abbey Theatre, le rejet suscite beaucoup de controverse et O'Casey rompt ses relations avec le théâtre et emporte la pièce à Londres. Elle est créée le 11 octobre 1929 à l'Apollo Theatre avec Charles Laughton et Barry Fitzgerald sous la direction de Raymond Massey. La perte de O'Casey a marqué, pour de nombreux observateurs, le début d'un déclin du sort de l'abbaye.
En 1928, le conseil d'administration rejette également la pièce moderniste Shadowdance de Denis Johnston et Walter Starkie est accusé d'avoir donné la mauvaise nouvelle à Johnston. Dans son écriture manuscrite, il écrit sur le brouillon de la page de titre les cinq mots (se référant à Lady Gregory), « The Old Lady Says no ». Après avoir renommé la pièce, Johnston la fait jouer à Dublin au Theatre Gate Theatre l'année suivante, avec une bonne critique.
Au début de la Seconde Guerre mondiale, la Grande-Bretagne choisit d'envoyer des catholiques en Espagne comme représentants. C'est ainsi que Starkie, catholique qui joue du violon irlandais, est envoyé à Madrid en tant que représentant du British Council, ce qui l'emmène loin du théâtre et de la vie nocturne de Dublin dans la Seconde Guerre mondiale en Espagne. Il démissionne de ses fonctions de l'Abbey Theatre le 17 septembre 1942 et le même jour, il accepte l'invitation de Hilton Edwards et Micheál MacLiammóir de faire partie du conseil d'administration du Gate Theatre.
Walter Starkie est l'un des fondateurs du Centre international d'études fascistes (CINEF). Dans son unique publication, A Survey of Fascism (1928), il avait publié un article intitulé « Où va l'Irlande — est-ce le fascisme ? Réflexions sur l'État libre d'Irlande ? »,. Au cours des années 1930, avec George Bernard Shaw et Yeats, il était un apologiste de Benito Mussolini, qu'il avait interviewé dès 1927. D'une manière générale, il est influencé par le poète et mystique irlandais George William Russell dans ses écrits sur les coopératives. Il se rend en Abyssinie en 1935 et écrit plus tard en faveur de la campagne d'Italie, s'opposant à l'appel de sanctions lancé par Éamon de Valera,, craignant qu'ils isolent davantage l'Italie et ne conduisent Benito Mussolini à s'allier à Adolf Hitler. Cependant, peu de temps après sa nomination à Madrid, son épouse abandonne son prénom « Italia » afin d'éviter d'être qualifiée d'agent de Mussolini,.

## Institut britannique, Madrid
Envoyé en Espagne en tant que représentant culturel britannique, Walter Starkie est le fondateur et le premier directeur du British Institute à Madrid (1940–1954). Il ouvre ensuite des succursales à Barcelone, Bilbao, Séville et Valence. L'Institut est soutenu par le British Council et organise des conférences et des expositions pour influencer l'opinion espagnole pendant la Seconde Guerre mondiale et aider à maintenir la neutralité de l'Espagne. Après avoir accepté ce poste, il a promis à Lord George Lloyd  de ne pas écrire de nouveaux livres et de mettre les « Gyps Raggle-Taggle » au repos pendant toute la durée de la guerre. Cependant, l'Espagne, en raison de son statut de non-belligérant, devient un asile pour les réfugiés de toute l'Europe. Par conséquent, sa promesse de restreindre ses fréquentations avec les Tsiganes est devenue irréalisable. L’Institut se démarque de l’ambassade britannique, qui se tient plutôt à l’écart auprès ses ressortissants locaux. C'était en soi, une ambassade des survivants de l'éclipse intellectuelle espagnole après la guerre civile espagnole. L'un des premiers triomphes de Starkie est l'organisation d'un récital par le pianiste tchèque Rudolf Firkušný qui, en octobre 1940, passait par Madrid pour se rendre aux États-Unis. Starkie localise un Steinway neuf et le concert rassemble un important groupe de la société madrilène, ainsi que des représentants de l'ambassade américaine et des ministres néerlandais, polonais, égyptiens, turcs et tchèques.
En mai 1943, l'acteur Leslie Howard se rend à Madrid pour présenter une conférence sur Hamlet, dans laquelle il montre les similitudes entre la pièce et les actions de Hitler. Lors de son voyage de retour à Londres depuis Lisbonne, l'avion sur lequel il voyageait, le vol 777 de la BOAC, est abattu par la chasse allemande au-dessus du golfe de Gascogne. Parmi les quatre membres d'équipage et les treize passagers qui périssent, se trouvaient l'éminent militant juif Wilfrid Israel, Francis German Cowlrick et Gordon Thomas MacLean. Tous avaient déjeuné ensemble au Madrid British Institute.
Chaque soir, on pouvait trouver à l’Institut de la rue Almagro, un grand romancier comme Pío Baroja, une étoile montante comme Camilo José Cela (lauréat du prix Nobel de littérature en 1989), l’essayiste Azorín, des compositeurs comme Joaquín Rodrigo et des peintres comme Ignacio Zuloaga. Walter Starkie laisse derrière lui un institut en plein essor. Pendant la guerre, il aide également à organiser et à exploiter un chemin d'évacuation à travers les Pyrénées pour les aviateurs britanniques abattus au-dessus de la France. Walter et Augusta laissent leur grand appartement, situé au 24 rue del Prado, comme refuge destiné aux prisonniers de guerre et réfugiés juifs évadés,.
De 1947 à 1956, Walter Starkie est professeur de littérature comparée à l'Université complutense de Madrid. Après sa retraite du British Institute, il accepte un poste universitaire aux États-Unis. Il s'agit de sa troisième tournée américaine, qui l’emmène à l'Université du Texas à Austin (1957–1958), à l'Université de New York (1959), à l'Université du Kansas (1960), à l'Université du Colorado (1961) et enfin à l'Université de Californie à Los Angeles (1961–1970), où il est chargé de cours dans six départements : anglais, mythologie folklorique, italien, musique, espagnol-portugais et théâtre.
Après sa retraite de UCLA, il revient à Madrid avec son épouse, Italia Augusta. Après une grave crise d'asthme cardiaque, il meurt le 2 novembre 1976 à Madrid. Italia lui survit seulement six mois, jusqu'au 10 mai 1977. Ils sont enterrés tous deux dans le cimetière britannique à Madrid.

## Écrits
Walter Starkie gagne la gloire par ses voyages. Il est présenté par Time Magazine, comme un « gitan » moderne. Il publie des récits de ses expériences en vagabond lors de ses vacances universitaires, sur les traces des gitans dans Raggle Taggle, ouvrage sous-titré « Aventures avec un violon en Hongrie et en Roumanie » et les suites, le livre Spanish Raggle Taggle et Don Gypsy, qui sont des récits picaresques dans la tradition de George Emprunter, illustré des frontispices d'Arthur Rackham. Ses observations sur la vie des Tsiganes, bien que plus anecdotiques qu'érudites, permettent de mieux comprendre ce peuple nomade. Comme Julian Moynahan l'a dit dans sa critique de Scholars and Gypsies dans The New York Times Book Review du 24 novembre 1963 : « De nombreuses vies ont été plus intéressantes et enviables dans le récit, mais ce n’est pas le cas ici. Sorti de l'ombre d'un héritage quelque peu meurtri, Walter Starkie a choisi et profité d'une liberté à vie que la plupart d'entre nous jetons à deux mains le jour où nous quittons l'école et prenons nos premiers emplois ». Il a été président de la Gypsy Lore Society de 1962 à 1973.
Il publie en 1964 une traduction de pièces de théâtre de l'âge d'or espagnol dans un volume de la Modern Library, sous le titre Huit pièces espagnoles de l'âge d'or, à la suite de l'édition d'une traduction abrégée de Don Quichotte pour Macmillan Publishers à Londres en 1954. Illustrée de dessins réalisés par Gustave Doré en 1863 pour l'édition en français, l'introduction biographique de Cervantes par Starkie compte 116 pages. En 1957, la version abrégée de sa traduction est publiée pour Mentor Books aux États-Unis, l'introduction est alors réduite à sept pages. En 1964, Starkie publie l'intégrale de sa traduction pour New American Library,,. Écrites en anglais moderne, les versions intégrale et abrégée sont imprimées depuis et sont considérées comme extrêmement précises. Starkie insiste parfois sur la construction d'argot et de phrases en irlandais (par exemple, l'expression "I'm thinking", au lieu de "I think", et le serment "Bad 'cess to you! » — « Mauvais à vous ! ») dans la bouche de ses caractères paysans. C’est un trait qu’il répète dans sa traduction de The Mask, une brève pièce en un acte de Lope de Rueda, publiée dans Huit pièces espagnoles de l’âge d’or.

## Décorations
- Chevalier de l'ordre d'Alphonse XII (1928)[39]
- Chevalier de la Légion d'Honneur (1931)[39]
- Chevalier de l'ordre de la couronne d'Italie (1933)[39]
- Commandeur de l'ordre de l'empire britannique (1948)[39]
- Chevalier de l'ordre d'Isabelle la Catholique[39]
- Commandeur de l'ordre de St Michael et St George (1954)[39]

## Œuvres

### Ouvrages
- Jacinto Benavente (1924)
- Luigi Pirandello (1926)
- Raggle-Taggle: Adventures with a Fiddle in Hungary and Romania (1933)
  - Les racleurs de vent : avec les Tsiganes de la Puszta et de Transylvanie, Phébus 1995[40] (OCLC 406604966)
- Spanish Raggle-Taggle: Adventures with a Fiddle in Northern Spain (1934)
- Don Gypsy: Adventures with a Fiddle in Barbary, Andulusia and La Mancha (1936)
- The Waveless Plain: An Italian Autobiography (1938)
- Grand Inquisitor (1940)
- Semblanza de Cervantes y Shakespeare (1946)
- In Sara's Tents (1953)
- Conferencia conmemorativa Eugene O'Neill (1954)
- The Road to Santiago: Pilgrims of St. James (1957)
- Spain: A Musician's Journey Through Time and Space (1958)
  - L'Espagne : voyage musical dans le temps et l'espace, vol. I et II, Paris/Genève, Edisli/René Kister, coll. « Histoire universelle de la musique », 1959, 205 et 190 p. (OCLC 995180654)
- Scholars and Gypsies: An Autobiography (1963)
- Homage to Yeats, 1865–1965: Papers Read at a Clark Library Seminar (1965)

### Traductions en anglais
- Tiger Juan – Ramon Perez de Ayala (1933)
- The Spaniards in their History – Ramon Menendez Pidal (1950)
- Tower of Ivory – Rodolfo Fonseca (1953)
- This is Spain – Ignacio Olagüe (1954)
- Don Quixote – Miguel de Cervantes (1954 abrégé ; 1964 intégrale)
- The Deceitful Marriage and other Exemplary Novels – Cervantes (1963)
- Eight Spanish Plays of the Golden Age (1964)